# Wohlmuthausen (Forchtenberg)
Das Dorf Wohlmuthausen ist ein Teilort der Stadt Forchtenberg im Hohenlohekreis in Baden-Württemberg.

## Geographische Lage
Die Wohnplätze auf den Hochflächen zwischen Hirschbach, Sall und Kupfer bilden sechs Siedlungsgruppen. Im Nordosten liegt Wohlmuthausen in einer flachen Quellemulde auf 336 m ü. NN.
Das Ortsbild wird geprägt von großen Bauernhäusern mit erweiterten Wirtschaftsräumen. Am südlichen Ortseingang dominieren das 1905 erstellte stattliche Rat- und frühere Schulhaus sowie das Gasthaus zum Hirsch. Im Nordwesten hat sich ab Ende der 1970er Jahre das Neubaugebiet Halsäcker entwickelt.

## Verkehr
Wohlmuthausen ist in wenigen Minuten von der Bundesautobahn 6, Anschlussstelle Neuenstein erreichbar. Die Landesstraße L 1046 bildet die Hauptachse (Hohenlohestraße) des kleinen Dorfes. An den Nahverkehr im Verkehrsverbund H3NV ist der Ort mit Buslinien angebunden.

## Geschichte
Der Ort Wohlmuthausen ist urkundlich erstmals 1231 erwähnt. Er ist sehr wahrscheinlich im 11. oder 12. Jahrhundert entstanden. Die gesamte Gemarkung Wohlmuthausen wurde von der Rodung erst recht spät erfasst. Wahrscheinlich war sie um 1050 noch völlig unbesiedelt. Wohlmuthausen gehörte ab dem 13. Jahrhundert den Reichsministerialen von Weinsberg. Bei der Landesteilung von 1553 kam Wohlmuthausen an Hohenlohe-Neuenstein. Von 1835 bis zum 30. November 1971 war Wohlmuthausen eine selbstständige Gemeinde. Seit dem 1. Dezember 1971 ist Wohlmuthausen mit den umliegenden Ortschaften Metzdorf, Schwarzenweiler, Orbachshof, Hohensall und Haberhof ein Stadtteil der Stadt Forchtenberg. Am 31. Dezember 2008 waren in Wohlmuthausen 407 Einwohner gemeldet.

### Wappen
Gemeindewappen der ehemaligen Gemeinde Wohlmuthausen. Blasonierung: In Rot ein silberner Pflug, darunter drei silberne Schildchen (2:1).

### Schultheißen, Bürgermeister und Ortsvorsteher
- 1835–1859: Metz
- 1859–1875: Bürkert
- 1876–1891: Hirsching
- 1891–1912: Johann Christian Megerle
- 1912–1936: Hebeiß
- 1936–1937: Gotthold Megerle
- 1937–1945: Albert Krepp
- 1945–1946: Streckfuß (kommissarisch vom Landrat eingesetzt)
- 1946–1954: Wilhelm Wolf
- 1954–1976: Ernst Hertrich (Bürgermeister bis 30. November 1971, danach Ortsvorsteher)
- 1977–1985: Friedrich Streckfuß (sen.)
- 1985–2004: Wolfgang Megerle
- Seit 2004–2014: Friedrich Streckfuß (jun.)
- Seit 2014: Dietmar Marmein

## Wirtschaft
Das Dorf ist landwirtschaftlich geprägt.

## Kultur
Der hohenlohische Dialekt ist noch lebendig und wird nicht nur von den älteren Bewohnern gesprochen. Die Freiwillige Feuerwehr, der Gesangverein, der Landfrauenverein und der Motorsportclub HWRT bereichern das kulturelle Angebot mit einer Vielzahl von Angeboten.
Regelmäßige Veranstaltungen:
- Der Gesangverein und die Feuerwehr veranstalten jährlich eine Hocketse.
- Am Samstag vor dem vierten Advent findet die Dorfweihnacht statt, an der sich alle ansässigen Vereine aktiv beteiligen.

## Persönlichkeiten
- Jürgen Geist, Rallye Fahrer, Meister DRS (Deutsche Rallye Serie 2013 und 2014)
- Heiko Hammel, Rennfahrer, ADAC GT Masters, DTC (Deutsche Tourenwagen Challenge) Meister 2014